# Doutor Lapena
Luís Cláudio Lapena Barreto, mais conhecido como Doutor Lapena (Araraquara, 26 de agosto de 1964), é um médico, cirurgião plástico e político brasileiro, filiado ao Partido Liberal. É o atual prefeito de Araraquara desde 1 de janeiro de 2025 após eleger-se com 55 158 votos, o equivalente 49,18% dos votos válidos na eleição municipal de 2024, tendo como companheira de chapa e vice-prefeita eleita a enfermeira Meire Laurindo (Republicanos).

## Carreira política
Foi anteriormente eleito vereador na eleição municipal de 2008 pelo PV e reeleito em 2012 pelo PSDB. Também teve passagens por PSB e Patriota antes de filiar-se ao PL no final de 2023.

### Desempenho eleitoral
| Ano  | Eleição                 | Partido  | Candidato a       | Votos obtidos | %     | Situação   |
| ---- | ----------------------- | -------- | ----------------- | ------------- | ----- | ---------- |
| 2004 | Municipal de Araraquara | PSB      | Vereador          | 500           | 0,48  | Não eleito |
| 2006 | Estaduais em São Paulo  | PSB      | Deputado estadual | 6 466         | 0,03  | Não eleito |
| 2008 | Municipal de Araraquara | PV       | Vereador          | 1 357         | 1,22  | Eleito     |
| 2012 | Municipal de Araraquara | PSDB     | Vereador          | 2 265         | 2,04  | Eleito     |
| 2018 | Estaduais em São Paulo  | PSB      | Deputado estadual | 12 129        | 0,06  | Não eleito |
| 2020 | Municipal de Araraquara | Patriota | Prefeito          | 37 774        | 35,97 | Não eleito |
| 2022 | Estaduais em São Paulo  | Patriota | Deputado estadual | 26 808        | 0,12  | Não eleito |
| 2024 | Municipal de Araraquara | PL       | Prefeito          | 55 158        | 49,18 | Eleito     |

## Governo
Seu governo é composto por 16 Secretarias Municipais, além da Chefia de Gabinete, Procuradoria Geral do Município e o cargo de Ombudsman (ouvidor), criado em sua gestão.
Fazem parte da administração indireta: a autarquia Departamento Autonomo de Água e Esgoto (DAAE); as fundações municipais Fungota, Fundart e Fundesport; o Fundo Social de Solidariedade (presidido pela primeira-dama); e a empresa de economia mista Morada do Sol Turismo e Eventos.